# Loricaster testaceus
Loricaster testaceus là một loài bọ cánh cứng trong họ Clambidae. Loài này được Mulsant & Rey miêu tả khoa học đầu tiên năm 1861.